# Episodi di Zack e Cody al Grand Hotel (terza stagione)
Questa voce contiene riassunti, dettagli e crediti dei registi e degli sceneggiatori della terza stagione della serie TV Zack e Cody al Grand Hotel. 
| nº | Titolo originale              | Titolo italiano             | Prima TV USA      | Prima TV Italia   |
| -- | ----------------------------- | --------------------------- | ----------------- | ----------------- |
| 1  | Graduation                    | Diplomati                   | 23 giugno 2007    | 20 settembre 2007 |
| 2  | Summer of Our Discontent      | Un'estate infelice          | 30 giugno 2007    | 27 settembre 2007 |
| 3  | Sink or Swim                  | Affogare o nuotare*         | 8 luglio 2007     | 3 ottobre 2007    |
| 4  | Super Twins                   | Super gemelli               | 13 luglio 2007    | 15 novembre 2007  |
| 5  | Who's the Boss?               | Chi è il boss?*             | 22 luglio 2007    | 22 novembre 2007  |
| 6  | Baggage                       | La nuova dipendente         | 22 luglio 2007    | 28 novembre 2007  |
| 7  | Sleepover Suite               | Sleepover Suite*            | 28 luglio 2007    | 5 dicembre 2007   |
| 8  | The Arwin That Came To Dinner | Arwin viene a casa          | 5 agosto 2007     | 12 dicembre 2007  |
| 9  | Lip Syncin' in the Rain       | Il musical*                 | 12 agosto 2007    | 19 dicembre 2007  |
| 10 | First Day of High School      | Il primo giorno di liceo    | 26 agosto 2007    | 13 gennaio 2008   |
| 11 | Of Clocks and Contracts       | Contratti e orologi*        | 15 settembre 2007 | 20 gennaio 2008   |
| 12 | Arwinstein                    | Un Halloween mostruoso      | 6 ottobre 2007    | 24 febbraio 2008  |
| 13 | Team Tipton                   | Il Team del Tipton*         | 27 ottobre 2007   | 21 marzo 2008     |
| 14 | Orchestra                     | Orchestre e gelosie         | 10 novembre 2007  | 14 aprile 2008    |
| 15 | A Tale of Two Houses          | Doppio appuntamento         | 17 novembre 2007  | 17 maggio 2008    |
| 16 | Tiptonline                    | Melodramma annunciato       | 15 dicembre 2007  | 16 giugno 2008    |
| 17 | Benchwarmers                  | Il progetto della discordia | 1º febbraio 2008  | 5 settembre 2008  |
| 18 | Romancing the Phone           | Zack e Cody fanno colpo     | 19 aprile 2008    | 12 settembre 2008 |
| 19 | Foiled Again                  | Sconfitta di nuovo          | 20 luglio 2008    | 18 settembre 2008 |
| 20 | Doin' Time in Suite 2330      | Fuga dalla Suite 2330       | 14 giugno 2008    | 25 settembre 2008 |
| 21 | Let Us Entertain You          | In crociera                 | 16 agosto 2008    | 2 ottobre 2008    |
| 22 | Mr. Tipton Comes to Visit     | Arriva il Signor Tipton!    | 1º settembre 2008 | 14 ottobre 2008   |

- (*) Titoli italiani non ufficiali; i restanti sono quelli riportati dalle guide tv durante la trasmissione in chiaro della stagione.

## Diplomati
- Titolo originale:  Graduation
- Diretto da: Richard Correll
- Scritto da: Danny Kallis & Adam Lapidus

### Trama
I gemelli hanno finito la scuola media, ma il signor Forgess informa Zack che non riceverà il diploma perché è stato rimandato in lettere e sarà costretto a seguire un corso di recupero estivo.
Zack sta per dirlo a sua madre, quando a sorpresa arriva Kurt che ha lasciato il suo tour per assistere a un momento così importante della vita dei suoi figli: a questo punto Zack non ha più il coraggio di raccontare la verità perché suo padre ha fatto questo sacrificio per lui.
Zack riesce a inscenare una commedia durante la cerimonia, salendo sul palco e fingendo di ricevere il diploma, che in realtà è la fotografia di una ragazza in bikini: alla festa, mentre tutti si complimentano con lui per avercela fatta, non riesce più a mentire e confessa tutto.
Suor Dominick propone a Maddie di trascorrere l'estate in un campeggio, dove farà l'animatrice a un gruppo di ragazzine: Maddie accetta entusiasta, anche perché la suora le ha mostrato delle belle fotografie del posto.
In realtà, quelle immagini risalgono agli anni trenta: il luogo è ridotto alla desolazione e Maddie dovrà badare a un gruppo di preadolescenti problematiche.
Di fronte agli scherzi delle pestifere ragazzine, Maddie telefona a London per farsi venire a prendere in elicottero: quando sta per andarsene, vedendole tristi e sinceramente pentite, cambia idea e decidere di rimandere, facendosi promettere da loro che gli scherzi termineranno immediatamente.
- Guest star: Hannah Leigh Dworkin (Amy), Ernie Grunwald (signor Forgess), Sammi Hanratty (Holly), Marianne Muellerleile (suor Dominick), Sophie Oda (Barbara Brownstein), Jaelin Palmer (Leah), Cierra Ramirez (Jasmine), Robert Torti (Kurt), Todd Tucker (burattinaio), James Campbell (Harrison), Hope Shapird (principale)

## Problemi estivi
- Titolo originale: Summer of Our Discontent
- Diretto da: Danny Kallis & Irene Dreayer & Jim Geoghan
- Scritto da: Jim Geoghan & Jeny Quine & Howard Nemitz & Danny Kallis & Adam Lapidus

### Trama
Zack inizia a frequentare il corso di recupero estivo e, anche se all'inizio si diverte a fare lo sciocco, prende la faccenda seriamente e si impegna.
I suoi compagni pluri-ripetenti lo obbligano a fare il pagliaccio con la minaccia di appenderlo per le mutande all'appendiabiti.
Zack, stanco di queste angherie, si arrabbia e riesce a far capire agli altri che se supereranno il corso tutti insieme potranno poi godersi le vacanze.
Cody è alla ricerca di un lavoro estivo e lo trova da Wayne's, un piccolo market vicino al Tipton, ma il proprietario Wayne non vuole assumerlo perché è troppo preciso.
Quando poi scopre che Wayne è un ammiratore segreto di London, Cody combina un incontro tra i due per poter ottenere in cambio il posto ma è costretto, siccome London non vuole certo uscire con un tipo poco carino come Wayne, a spacciarlo per un giornalista.
Durante la cena salta fuori la verità ma Wayne, nonostante Cody lo abbia preso in giro, gli dà il lavoro perché lo ha aiutato a conoscere London.
- Guest star: Tara Lynne Bar (Haley), Adam Cagley (Brick), Jareb Dauplaise (Wayne Wormster), Mary Scheer (signora Bird), Tyler Steelman (Mark), Kara Taitz (Millicent)
- Nota: in questo episodio è assente Maddie Fitzpatrick.

## Lezioni di nuoto
- Titolo originale:  Sink or Swim
- Diretto da: Danny Kallis & Irene Dreayer & Jim Geoghan
- Scritto da: Jim Geoghan & Jeny Quine & Howard Nemitz & Danny Kallis & Adam Lapidus

### Trama
Zack vuole imitare Cody e trovarsi un lavoretto estivo, ma nessuno intende assumerlo: l'unico che dimostra interesse è Arwin, ma Zack approfitta della sua bontà per svignarsela ogni volta che può.
London confida a Maddie per telefono di non saper nuotare e le ragazzine del campeggio, venute a conoscenza della cosa, diffondono lo scoop al giornale scandalistico Global Inquirer per ottenere una lauta ricompensa.
Di fronte alla rovina della propria reputazione, London chiede a Lance di farle un corso di nuoto accelerato: durante una delle lezioni tra i due scocca l'amore.
Nel frattempo, Zack non ha svolto uno dei compiti che Arwin gli aveva assegnato, ovvero la sostituzione di una valvola: lo scarico si riversa nella piscina di London, la quale si infuria e chiede a Moseby di punire il responsabile.
Arwin si assume la colpa al posto di Zack, ma non gli vuole più parlare: allora Zack pulisce la piscina e ottiene il perdono di Arwin, ma gli chiede di essere licenziato perché il lavoro non gli piace.
In compenso, Zack viene assunto da Wayne perché conosce la disposizione delle merci, avendo trascorso molto tempo lì alla larga da Arwin, e si arrabbia molto con Cody, il quale sapeva benissimo che cercava un nuovo lavoro e non gli ha detto niente.
- Guest star: Jareb Dauplaise (Wayne Wormser), Hannah Leigh Dworkin (Amy), Sammi Hanratty (Holly), Aaron Musicant (Lance), Jaelin Palmer (Leah), Cierra Ramirez (Jasmine), Brian Stepaner (Arwin), Kara Taitz (Millicent), Kelly Vaughn (cliente)

## I supergemelli
- Titolo originale: Super Twins
- Diretto da: Danny Kallis & Irene Dreayer & Jim Geoghan
- Scritto da: Jim Geoghan & Jeny Quine & Howard Nemitz & Danny Kallis & Adam Lapidus

### Trama
Zack e Cody sono stanchi di farsi comandare dal signor Moseby e, quando vedono una stella cadente, esprimono il desiderio di essere supereroi.
Il giorno dopo il desiderio si avvera: Zack ha il dono della supervelocità, mentre Cody possiede la telecinesi ed è anche in grado di leggere il pensiero altrui.
Anche Moseby è cambiato, infatti è diventato il cattivo Infamoseby che vuole trasformare tutti i ragazzi del mondo in adulti: i suoi scagnozzi sono Fattoretto e L'ingegnone, vale a dire rispettivamente Esteban e Arwin.
I gemelli sventano il piano di Moseby facendolo colpire da solo attraverso lo specchio di London: il sortilegio sortisce l'effetto contrario e Moseby diventa un neonato.
Tuttavia, i gemelli si stancano della nuova vita da supereroi perché non possono più fare tutte quelle cose tipiche dei ragazzi: per fortuna che si trattava di un sogno di Zack.
- Guest star: Hannah Leigh Dworkin (Amy), Sammi Hanratty (Holly), Jaelin Palmer (Leah), Adrian R'Mante (Esteban), Cierra Ramirez (Jasmine), Brian Stepanek (Arwin)

## Chi è il boss?
- Titolo originale:  Who's the Boss?
- Diretto da: Danny Kallis & Irene Dreayer & Jim Geoghan
- Scritto da: Jim Geoghan & Jeny Quine & Howard Nemitz & Danny Kallis & Adam Lapidus

### Trama
Cody non riesce a sopportare l'idea di lavorare assieme a Zack, anche perché il fratello ha attirato la simpatia di Wayne nonostante sia uno scansafatiche.
In seguito a un incidente, Wayne toglie l'incarico di imbustatore-capo a Cody e lo assegna a Zack che, quindi, adesso può comandare il fratello.
Cody, desideroso di riconquistare Wayne, si fa prestare da Arwin una sua invenzione per costruire un robot che sistemi la merce del negozio: durante la dimostrazione però qualcosa va storto e la macchina crea confusione, così Wayne licenzia Cody.
Zack si pente per come si è comportato e convince Wayne a riassumere il fratello, concordando che lavoreranno alla pari in modo da evitare in futuro che si creino ancora situazioni di gelosia.
London viene invitata a una festa alla Sfera brillante, ma si vergogna di presentare il suo nuovo fidanzato Lance alle amiche perché non conosce le buone maniere.
Carey e Moseby aiutano Lance a diventare un perfetto gentleman, mentre London si presenta al party in tenuta da mare per non far sentire il fidanzato fuori luogo.
- Guest star: Brittany Curran (Chelsea), Jareb Dauplaise (Wayne Wormser), Hannah Leigh Dworkin (Amy), Sammi Hanratty (Holly), Aaron Musicant (Lance), Alexa Nikolas (Tiffany), Jaelin Palmer (Leah), Cierra Ramirez (Jasmine), Brian Stepanek (Arwin), Todd Tucker (burattinaio)

## La nuova dipendente
- Titolo originale:  Baggage
- Diretto da: Danny Kallis & Irene Dreayer & Jim Geoghan
- Scritto da: Jim Geoghan & Jeny Quine & Howard Nemitz & Danny Kallis & Adam Lapidus

### Trama
Moseby ospita sua nipote Nia, una ragazza particolarmente problematica che le è stata affidata dalla sorella affinché lui la responsabilizzi, e la fa lavorare al banco dei dolci.
Nel frattempo, Wayne viene sfidato dal rivale Carl in una gara tra i loro imbustatori per stabilire chi sono i più veloci.
Nia e London vogliono andare al concerto dei Vomiti, ma Moseby non gli dà il permesso perché è pericoloso: le due ragazze gli disubbidiscono e ci vanno di nascosto, dopodiché invitano dei ragazzi conosciuti sul posto alla suite di London per un party selvaggio.
Il signor Moseby, allertato per il troppo rumore, si precipita in albergo e interrompe la festa: Nia ringrazia lo zio per come si stia dando da fare per lei, ma questo non le serve per evitare la punizione in cui lei e London incappano.
Zack, che si era intrufolato alla festa insieme a Cody, il giorno dopo è troppo stanco e fa perdere la gara a Wayne: come penitenza, i gemelli e Wayne devono traverstirsi da Betsey Ross.
- Guest star: Bo Crutcher (Skippy), Jareb Dauplaise (Wayne Wormser), Giovonnie Samuels (Nia), Adam Shapird (Carl Pitz), Kara Taitz (Millicent), Eileen Finizza (signora anziana), Aron Johnson (Gunther), Mario Quinonez Jr. (Joey)

- Nota: in questo episodio è assente Maddie Fitzpatrick.

## Sleepover Suite
- Titolo originale: Sleepover Suite
- Diretto da: Danny Kallis & Irene Dreayer & Jim Geoghan
- Scritto da: Jim Geoghan & Jeny Quine & Howard Nemitz & Danny Kallis & Adam Lapidus

### Trama
Zack e Cody devono accudire "Ivana" mentre London è in viaggio in Scozia e per sbaglio rompono una grande statua di marmo raffigurante London stessa. Così decidono di organizzare una festa nella suite di London, in modo da usare il ricavato per farsi ricostruire la statua. Solo che London torna dalla Scozia prima del previsto e scopre tutto.
- Guest star: Meaghan Jette Martin.
- Nota: in questo episodio è assente Maddie Fitzpatrick.

## Quando manca mamma
- Titolo originale: The Arwin That Came to Dinner
- Diretto da: Danny Kallis & Irene Dreayer & Jim Geoghan
- Scritto da: Jim Geoghan & Jeny Quine & Howard Nemitz & Danny Kallis & Adam Lapidus

### Trama
La madre di Arwin si risposa e cambia casa e lui si ritrova a vivere da solo. Rifiutandosi di tornare a casa, inventa così scuse per poter rimanere per un po' da Zack, Cody e Carey. Nel frattempo, Lance lascia London, che cerca di riconquistarlo a tutti i costi.
- Nota: in questo episodio è assente Maddie Fitzpatrick.

## Il musical
- Titolo originale: Lip Synchin'in the Rain
- Diretto da: Danny Kallis & Irene Dreayer & Jim Geoghan
- Scritto da: Jim Geoghan & Jeny Quine & Howard Nemitz & Danny Kallis & Adam Lapidus

### Trama
A scuola di Zack, Cody, Maddie e London ci sono le audizioni per la recita scolastica, High School Musical. Maddie prova per la parte di Sharpay, ma viene scelta London anche se non sa ne cantare ne ballare. Avendo rimediato solo al ballo, canta in playback con la voce di Maddie, come in Cantando sotto la pioggia. Ma proprio come nel film, qualcuno provvede a rivelare il segreto.

## Il primo giorno di superiori
- Titolo originale: First day of High School
- Diretto da: Danny Kallis & Irene Dreayer & Jim Geoghan
- Scritto da: Jim Geoghan & Jeny Quine & Howard Nemitz & Danny Kallis & Adam Lapidus

### Trama
È il primo giorno al liceo per Zack e Cody, e mentre London comincia a comprarsi le amicizie e prepara la sua stanza armadietto, Zack, Nia e Cody devono vedersela con un bullo di nome Vance, il ragazzo di Amber, una ragazza di cui Zack si innamora.
- Guest star: Kay Panabaker (Amber)

## Contratti e orologi
- Titolo originale: Of Clock and Contracts
- Diretto da: Danny Kallis & Irene Dreayer & Jim Geoghan
- Scritto da: Jim Geoghan & Jeny Quine & Howard Nemitz & Danny Kallis & Adam Lapidus

### Trama
London e Nia si fanno aiutare da Cody per i rispettivi progetti di scienze, l'una per ricavare energia da una patata e l'altra per creare una nuova fonte di energia. Alla fine, lavorando insieme e mischiando i progetti, sarà un successo. Zack, invece, negozia il nuovo contratto di sua madre con il signor Moseby.

## Arwinstein
- Titolo originale: Arwinstein
- Diretto da: Danny Kallis & Irene Dreayer & Jim Geoghan
- Scritto da: Jim Geoghan & Jeny Quine & Howard Nemitz & Danny Kallis & Adam Lapidus

### Trama
Zack e Cody scoprono una stanza segreta nell'ufficio di Arwin, dove trovano un pericoloso robot, che scappa dalla sua gabbia. Arwin e i ragazzi cercano di ritrovarlo, ma comincia a provocare gran disastri nell'hotel, proprio la notte di Halloween, durante la festa in maschera di London.

## Il Team del Tipton
- Titolo originale: Team Tipton
- Diretto da: Danny Kallis & Irene Dreayer & Jim Geoghan
- Scritto da: Jim Geoghan & Jeny Quine & Howard Nemitz & Danny Kallis & Adam Lapidus

### Trama
Il signor Moseby è esasperato perché tutti nella hall si mettono a litigare. Assume così un consulente in modo che gli insegni come calmarsi, mentre Zack, dopo l'ennesimo disastro, cerca di farsi perdonare convincendo ad ospitare un gruppo di entomologi, a patto che lui e Cody si prendano cura degli insetti. Ma Zack, involontariamente, li fa scappare.

## Orchestre e gelosie
- Titolo originale: Orchestra
- Diretto da: Danny Kallis & Irene Dreayer & Jim Geoghan
- Scritto da: Jim Geoghan & Jeny Quine & Howard Nemitz & Danny Kallis & Adam Lapidus

### Trama
L'orchestra della scuola dei gemelli decide di organizzare un concerto di beneficenza presso il Tipton, e per migliorare la propria prestazione aggiunge ai suoi elementi un giovane grande violinista russo, Sergei Mishkin, il quale diventa ben presto l'idolo delle ragazze. La situazione rende Cody assai geloso, quando gli sembra che la compagna di classe di cui è innamorato - al punto da aver intrapreso lo studio dello yiddish appositamente per lei - Barbara Brownstein, cominci a gradire le attenzioni di Sergej. Cody e Barbara hanno finalmente una spiegazione proprio mentre il concerto è in corso, e la relativa pubblica riappacificazione rende l'evento di ancor maggiore successo. Intanto London, su invito del padre, deve ricoprire tutte le varie mansioni all'interno dell'hotel, provocando i prevedibili molteplici guai, finché Moseby non la convince di continuare a fare la cosa che le riesce meglio, e cioè niente.
La musica che si ascolta durante il concerto, interpretata dall'orchestra della Young Musicians Foundation, è tutta di Tchaikovsky: la danza russa Trepak dallo "Schiaccianoci", e il tema d'amore da "Romeo e Giulietta".
Episodio senza Maddie (Ashley Tisdale).

## L'appartamento
- Titolo originale: A Tale of Two Houses
- Diretto da: Danny Kallis & Irene Dreayer & Jim Geoghan
- Scritto da: Jim Geoghan & Jeny Quine & Howard Nemitz & Danny Kallis & Adam Lapidus

### Trama
Il padre di Zack e Cody torna per qualche giorno, e quando i ragazzi vedono il suo appartamento colgono l'occasione per organizzare un incontro con le rispettive ragazze, Abby e Barbara, a sua insaputa. Nel frattempo Esteban diventa ricco ma dopo poco perde tutto.
- Nota: in questo episodio è assente Maddie Fitzpatrick.

## Melodramma annunciato
- Titolo originale: Tiptonline
- Diretto da: Danny Kallis & Irene Dreayer & Jim Geoghan
- Scritto da: Jim Geoghan & Jeny Quine & Howard Nemitz & Danny Kallis & Adam Lapidus

### Trama
London scopre che la sua acerrima rivale, Porsha Tannebaum, è più popolare di lei per via del suo web show, si fa così dare una mano da Cody per realizzare il suo. Nel frattempo, Zack partecipa ad un nuovo videogioco, "Magia medievale", e non riesce più a smettere di giocarci, come il signor Moseby, che a sua insaputa è il suo alleato nel videogioco.
- Nota: in questo episodio è assente Maddie Fitzpatrick.

## Il progetto della discordia
- Titolo originale: Benchwarmers
- Diretto da: Danny Kallis & Irene Dreayer & Jim Geoghan
- Scritto da: Jim Geoghan & Jeny Quine & Howard Nemitz & Danny Kallis & Adam Lapidus

### Trama
Zack e Cody devono fare un progetto di scienze, ma le cose iniziano a peggiorare quando Cody inizia ad avere paura dei germi e si veste da astronauta per evitare di venirne a contatto. Così al fratello tocca finire il progetto da solo ma scopre che nella cucina dello chef Paolo c'è della muffa nera. Purtroppo, proprio quel pomeriggio c'è il compleanno al Tipton del cittadino più anziano di Boston. Maddie e London, invece, si prendono una cotta per il loro insegnante di scherma.
● Guest star: Tony Hawk

## Zack e Cody fanno colpo
- Titolo originale: Romancing the Phone
- Diretto da: Danny Kallis & Irene Dreayer & Jim Geoghan

● Guest Star: Jaden Smith

## Sconfitta di nuovo
- Titolo originale: Foiled Again
- Diretto da: Danny Kallis & Irene Dreayer & Jim Geoghan
- Scritto da: Jim Geoghan & Jeny Quine & Howard Nemitz & Danny Kallis & Adam Lapidus

### Trama
Zack vuole lasciare il basket perché nella nuova squadra del liceo è finito tra le riserve.
Cody fonda assieme a Barbara e Nia (e altre ragazze scartate ai provini) un team di cheerleader per sfidare le vere cheerleader durante la partita di basket.

## Fuga dalla Suite 2330
- Titolo originale: Doin' Time in Suite 2330
- Diretto da: Danny Kallis & Irene Dreayer & Jim Geoghan
- Scritto da: Jim Geoghan & Jeny Quine & Howard Nemitz & Danny Kallis & Adam Lapidus

### Trama
Dopo l'ennesimo disastro nell'hotel, Zack e Cody vengono severamente puniti e rinchiusi in stanza. London, però, ha bisogno d'aiuto per il suo web show e così assume Maddie come produttore, che fa in modo di invitare Chris Brown per vincere il Golden Natty. Ma anche Cody ambisce a quel premio e lui e Zack tentano di invitare le Cheetah Girls, disobbedendo alla madre.
- Guest star: Chris Brown, Adrienne Bailon, Sabrina Bryan, Kiely Williams

## In crociera
- Titolo originale: The S.S. Tipton
- Diretto da: Danny Kallis & Trene Dreayer & Jim Geoghan
- Scritto da: Jim Geoghan & Jeny Quine & Howard Nemitz & Danny Kallis & Adam Lapidus

### Trama
Carey è stanca di cantare e decide di fare una vacanza. Zack e Cody la portano in crociera ai Caraibi, nascondendo che lei deve andare lí per cantare. Nel frattempo London e Maddie, al Tipton a Boston, continuano a fare il web show invitando i senza-tetto. La nave dove sono Zack e Cody è la stessa dove sarà ambientata poi lo spin-off Zack e Cody sul ponte di comando.

## Arriva il Signor Tipton!
- Titolo originale: Mr. Tipton Comes To Visit
- Diretto da: Danny Kallis & Trene Dreayer
- Scritto da: Jim Geoghan

### Trama
All'hotel Tipton si crea una grande confusione per l'arrivo del signor Tipton, che non felice, licenzierà qualcuno.
Allora tutto lo staff pensa a dei ricordi della storia del Tipton.
Intanto, Zack e Cody hanno chiamato Muriell, la vecchia cameriera in pensione, per far finta che sia dello staff e, per la sua pigrizia, che venga licenziata.